# Ива вавилонская
И́ва вавило́нская, или Ива плакучая (лат. Sálix babylónica)— древовидное растение, вид рода Ива (Salix) семейства Ивовых (Salicaceae).

## Ботаническое описание

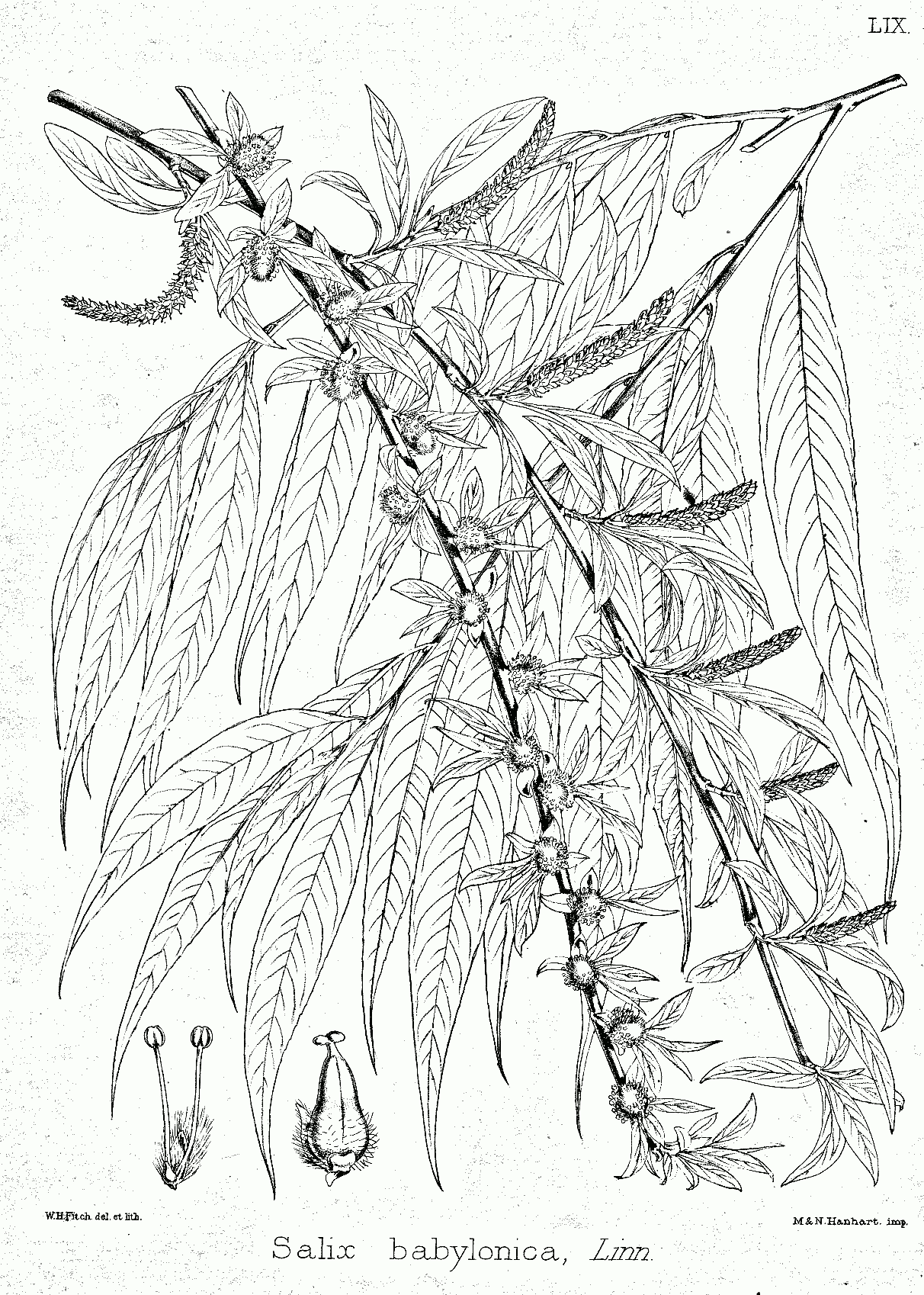
Ботаническая иллюстрация из книги Дитриха Брандиса Illustrations of the Forest Flora of North-West and Central India, 1874

Дерево высотой 10—12 м, ствол 50—60 см в диаметре. Крона состоит из длинных, тонких, повислых до земли ветвей — голых, блестящих, красноватого или желтовато-зелёного цвета.
Листья продолговатой или узко-ланцетной формы, остриём вытянутые к верхушке, постепенно сужаются к основанию; длина 9—16 см, ширина 1—2,5 см. По краям железисто-пильчатые, сверху тёмно-зелёного, снизу сизо-зелёного цвета. Молодые листья слабо опушённые, взрослые голые. Жилки второго порядка тонкие, 15—30 штук, отходящие до углом 45—70°. Прилистники косо-ланцетовидной формы, зубчатой или шиловидной формы; иногда превращаются в колючки. Черешок достигает в длину 1 см, волосистый, довольно часто железистый.
Тычинок две, они свободные. Нектарников два в мужских цветках, и один в женских.
Серёжки тонкие, появляются либо раньше, либо позже листьев, расположены на укороченных веточках, тонкоцилиндрические. Чашечки яйцевидно-ланцетной формы, цвет желтовато-зелёный или бледно-палевый, всегда однообразный. Рыльце утолщённое, желтоватого цвета, с 2—4 широкими лопастями.

## Распространение и экология
Природная область распространения ивы вавилонской — Китай. Завезена в Африку, Северную Америку, Европу, Австралию.

## Химический состав
Химический состав молодых побегов, видимо облиственных (от абс. сух. вещ. в проц.): золы 8,0, протеина 11,6, жира 4,3, клетчатки 20,8, безазот. экстракт. вещ. 55,3; в листьях: золы 10,2, протеина 16,7, жира 2,9, клетчатки 18,0, безазат. экстракт. вещ. 52,1; в другом образце листьев содержалось протеина 15,0, кальция 1,5, магния 0,9, калия 2,2, натрия 0,04, фосфора 0,26, хлора 2,07.

## Хозяйственное значение и использование
Ива вавилонская — декоративное растение, быстро растёт. Хорошо уживается на разных типах почвы. Эффективна в одиночных посадках и в небольших группах. Это растение высаживают возле водоёмов и на газонах.
В Австралии, в Южной Африке, в Новой Зеландии расценивается как хороший корм для коров и другого скота. В корм используется облиственные ветви, опавшие листья, которые охотно поедаются овцами. Есть указания, что листья являются отличным кормом для кур.

## Классификация

### Таксономия
- Salix babylonica L., 1753, Sp. Pl. : 1017

Вид Ива вавилонская включается в род Ива (Salix) семейства Ивовые (Salicaceae) порядка Мальпигиецветные (Malpighiales), последовательно входящего в более крупные клады Фабиды → Розиды → Суперрозиды → Эвдикоты → Цветковые растения. Таксономическая схема в соответствии с Системой APG IV по состоянию на июнь 2024 года:
|  |                          |  |                                   |                                   |                  |  | еще 35 семейств | еще 35 семейств |                     |  |                         |  | еще 625 подтвержденных видов и 1 028 видов, ожидающих подтверждения | еще 625 подтвержденных видов и 1 028 видов, ожидающих подтверждения |  |
|  |                          |  |                                   |                                   |                  |  | еще 35 семейств | еще 35 семейств |                     |  |                         |  | еще 625 подтвержденных видов и 1 028 видов, ожидающих подтверждения | еще 625 подтвержденных видов и 1 028 видов, ожидающих подтверждения |  |
|  |                          |  |                                   | порядок Мальпигиецветные          |                  |  |                 |                 | род Ива             |  |                         |  |                                                                     |                                                                     |  |
|  |                          |  |                                   | порядок Мальпигиецветные          |                  |  |                 |                 | род Ива             |  | 4 внутривидовых таксона |  |                                                                     |                                                                     |  |
|  | клада Цветковые растения |  |                                   |                                   | семейство Ивовые |  |                 |                 | вид Ива вавилонская |  |                         |  |                                                                     |                                                                     |  |
|  | клада Цветковые растения |  |                                   |                                   |                  |  |                 |                 |                     |  |                         |  |                                                                     |                                                                     |  |
|  |                          |  | ещё 63 порядка цветковых растений | ещё 63 порядка цветковых растений |                  |  |                 | еще 55 родов    | еще 55 родов        |  |                         |  |                                                                     |                                                                     |  |
|  |                          |  |                                   | ещё 63 порядка цветковых растений |                  |  |                 |                 | еще 55 родов        |  |                         |  |                                                                     |                                                                     |  |

### Внутривидовые таксоны
- Salix babylonica f. pendula (C.K.Schneid.) Geerinck
- Salix babylonica f. rokkaku Kimura
- Salix babylonica f. tortuosa Y.L.Chou
- Salix babylonica f. umbraculifera (Rehder) Geerinck

### Синонимы
- Ficus salix H.Lév. & Vaniot
- Salix annularis J.Forbes
- Salix babylonica f. seiko Kimura
- Salix babylonica f. villosa C.F.Fang
- Salix babylonica var. babylonica
- Salix babylonica var. glandulipilosa P.I Mao & W.Z.Li
- Salix babylonica var. lavallei Dode
- Salix babylonica var. szechuanica Goerz
- Salix cantoniensis Hance
- Salix capitata Y.L.Chou & Skvortsov
- Salix chinensis Burm.f.
- Salix dependens Nakai
- Salix jeholensis Nakai
- Salix jishiensis C.F.Fang & J.Q.Wang
- Salix lasiogyne Seemen
- Salix lenta Fries
- Salix matsudana Koidz.
- Salix matsudana f. tortuosa (Vilm.) Rehder
- Salix matsudana var. anshanensis Z.Wang & J.Z.Yan
- Salix matsudana var. pseudomatsudana (Y.L.Chou & Skv.) Y.L.Chou
- Salix matsudana var. tortuosa A.Vilm.
- Salix napoleonis F.W.Schultz
- Salix neolasiogyne Nakai & Nakai
- Salix ohsidare Kimura
- Salix pendula Moench
- Salix pendula Gaterau
- Salix pingliensis Y.L.Chou
- Salix pseudogilgiana H.Lév.
- Salix pseudolasiogyne H.Lév.
- Salix pseudomatsudana Y.L.Chou & Skvortsov
- Salix subfragilis Andersson
- Salix yuhkii Kimura

## Галерея
|                                                    |  |  |
| Слева направо: 1 — листья; 2 — кора; 3 — соцветие. |  |  |